# Стефан Костянев
Стефан Стоилов Костянев е български лекар (патофизиолог), учен-медик (професор, член-кореспондент), бивш ректор на Медицинския университет в Пловдив.
Има принос за разработване на нови направления в патофизиологията на дишането, на неинвазивни методи за оценка на белодробната механика и възпалението в дихателните пътища. Член-кореспондент на БАН. Писател.

## Биография
Роден е през 1952 г. в гр. София. Завършва медицина със „Златен Хипократ“ във ВМИ – Пловдив през 1979 г.
Става кандидат на медицинските науки (днес доктор по медицина) през 1988 г., доктор на медицинските науки през 2004 г., доцент през 1996 г., професор през 2006 г. Член-кореспондент на БАН от 2014 година.
От 2011 до септември 2019 г. е ректор на Медицинския университет в Пловдив, от септември 2019 г. е председател на Общото събрание на университета.

## Научна и научно-приложна дейност
Научните интереси на проф. д-р Костянев са в областта на функционалната белодробна диагностика, кръвно-газов и алкално-киселинен анализ, приложен софтуер за функционалната диагностика, физиология и патофизиология на физическото натоварване и съня.
Създател е на научна школа в областта на функционалната белодробна диагностика.
Публикационната му активност включва над 200 публикации в рецензирани списания, над 1500 цитирания в чуждестранни и български списания, многобройни участия в учебници, монографии и в изработването на национални консенсуси.
Участва активно в управлението на научноизследователски, образователни, инфраструктурни и бизнес-ориентирани проекти, финансирани по национални, европейски и международни програми.
Главен редактор на списание „Folia Medica“ в периода 2011 – 2021 година.
Директор е на Научноизследователския институт при Медицинския университет в Пловдив.

## Обществена и културна дейност
Съпричастен към образователните и социалните проблеми, той винаги изявява своята гражданска позиция. Запомнящи са неговите участия в регионални и национални печатни и електронни медии.
Творец с богата обща култура и енциклопедични знания, той поставя духовността като неизменна част от академизма и от пътя към самоусъвършенстване. Личното му мото е: Дух, Духовност и Доброта срещу агресията, алчността и апатията.
Освен на научна литература е автор на книгите „Минибар за афоризми и научна хумористика“ (2008), „Патоафоризми“ (2010), „Три в едно: афоризми, стихчета, рисунки“ (2016), „Патоафоризми и размисли“ (2020, 2021). Неговите „Патоафоризми“ имат четири издания. 
Има издадени „Китарни импресии“ (нотирана музика) и 6 диска с музика, включително с детски песнички. Член е на Съюза на независимите български писатели.
Носител е на международни и национални награди, по-важните от които са: Почетен знак на БЛС за „Лекар на годината“, Почетен златен знак на European Respiratory Society (2012), Диплом и Почетен знак от Българското дружество по белодробни болести, Почетен гражданин на Пловдив, носител на орден „Св.св. Кирил и Методий“ с огърлие (2022).